# 210 (álbum)
210 es el quinto álbum de estudio del cantante chileno DJ Méndez, lanzado el 24 de diciembre de 2009. Hasta el momento, se han desprendido tres sencillos, «Lady» junto a Crossfire, «Ay ay ay» junto a La Noche y «Juego infantil» junto a Yoan Amor.

## Lista de canciones
| N.º | Título                                                              | Escritor(es)                                                                             | Duración |  |
| 1.  | «Chileno e' corazón (con Yoan Amor)»                                | L. Méndez                                                                                | 04.01    |  |
| 2.  | «Ghetto muchacha»                                                   | Cristian Pencheff; L. Méndez; Rodrigo Pencheff                                           | 03.21    |  |
| 3.  | «Carolina»                                                          | Cristian Pencheff; L. Méndez; Rodrigo Pencheff                                           | 03.40    |  |
| 4.  | «Lady (con Crossfire)»                                              | Cristian Pencheff; Jiar Garmiani; L. Méndez; Rasmus Lindvall; Rob Wätz; Rodrigo Pencheff | 03.29    |  |
| 5.  | «Juego infantil (con Yoan Amor)»                                    | Javier González; L. Méndez                                                               | 03.34    |  |
| 6.  | «Padre nuestro»                                                     | Cristian Pencheff; Francisco Hernández; L. Méndez                                        | 04.22    |  |
| 7.  | «Ay ay ay (con La Noche)»                                           | Alexis Morales; D. Diaz; L. Méndez                                                       | 03.44    |  |
| 8.  | «Runnin»                                                            | Cristian Pencheff; L. Mednez; Rodrigo Pencheff                                           | 04.02    |  |
| 9.  | «Vida triste, vida loca (con Augusto Schuster y Denise Rosenthal )» | Javier González; L. Méndez                                                               | 03.06    |  |
| 10. | «Amores breves y callejeros»                                        | L. Méndez                                                                                | 04.25    |  |
| 11. | «Madre mía (con Yoan Amor)»                                         | L. Méndez                                                                                | 04.52    |  |
| 12. | «Orgullo de población»                                              | L. Méndez; Rodrigo Pencheff; Juan Sativo                                                 | 03.12    |  |

- Datos: Q5651631